# Xena: Warrior Princess
Xena: Warrior Princess (no Brasil, Xena: A Princesa Guerreira) é uma série de televisão estadunidense gravada na Nova Zelândia originalmente exibida entre 4 de setembro de 1995 e 18 de junho de 2001.
O programa foi criado em 1995 pelos diretores e produtores Robert Tapert e John Schulian, foi produzida pela Pacific Renaissance Pictures LTDA em parceria com a Universal Studios, foi distribuída pela MCA e internacionalmente pela MCA International. A série é uma fantasia histórica que narra as aventuras de Xena, uma guerreira que tenta redimir-se de seu passado violento ajudando todas as pessoas, Xena é acompanhada por Gabrielle, cuja história é contada paralelamente durante o seriado.
Xena: Warrior Princess foi uma das séries de maior sucesso da televisão, tendo sido exibida em cerca de 108 países ao redor mundo. A série foi listada em décimo na lista das 25 Melhores Séries de Culto da História, pela revista TV Guide, também sendo a primeira a reunir fãs em todo mundo (o chamado Fandom), que se conectavam pela Internet para discutir cada episódio e personagem. O Fandom continua ativo na Internet até hoje.
O sucesso do programa lhe deu várias sequências, como livros, quadrinhos, videogames e filmes, sendo que todo ano é realizada a Xenacon, uma convenção para os fãs da série, realizadas ou em Pasadena, nos EUA, ou em Londres, na Inglaterra.

## História de transmissão

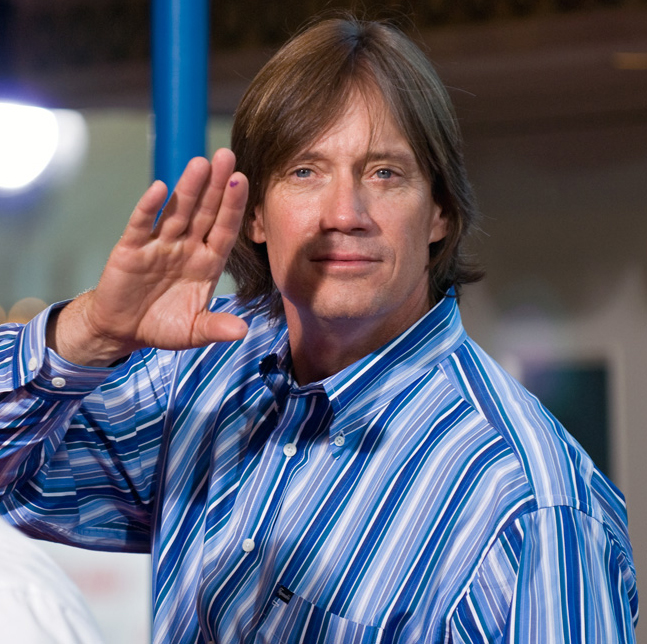
Kevin Sorbo, intérprete de Hércules em Hercules: The Legendary Journeys, série que criou Xena.

A série é um spin-off do programa Hercules: The Legendary Journeys, ou seja, derivou dessa série. De fato, a saga de Xena na televisão começou com uma participação especial da personagem em Hercules durante três episódios, The Warrior Princess, em 13 de março de 1995, The Gauntlet, em 1 de maio de 1995, e Unchained Heart, em 8 de maio de 1995, nos dois primeiros episódios Xena era uma das vilãs da série, mas no terceiro, ela se aliou com Hercules para derrotar o personagem Darphus. No roteiro original, Xena morreria no terceiro episódio, mas ela acabou fazendo sucesso com o público; os produtores já planejavam uma sequência para Hercules, a ideia de darem um programa à Xena foi do produtor Robert Tapert.
As gravações da série começaram em junho de 1995, em Auckland, na Nova Zelândia. O primeiro episódio da série foi ao ar em 4 de setembro de 1995 pelo USA Channel, e teve uma audiência estimada em quatro milhões e trezentos mil espectadores, audiência mantida no segundo episódio. A primeira temporada foi amadora e teve pouco orçamento, com câmeras e efeitos especiais de pouca qualidade devido ao fato dos produtores não acreditarem em seu sucesso; o último episódio da temporada foi ao ar em 29 de julho de 1996. A segunda temporada estreou em 30 de setembro de 1996 e acabou em 12 de maio de 1997. Com um expressivo aumento de audiência, que pulou para uma média de seis milhões de espectadores, a série passou a dispor de mais recursos, contando com atores vindos de países como Estados Unidos e Canadá e uma equipe técnica mais profissional. O episódio "A Necessary Evil" foi assistido por cerca de sete milhões e oitocentas mil pessoas, o record do programa e também a primeira vez em que ele liderou o ranking de séries mais assistidas da semana.
A terceira temporada foi o auge do programa, que começou a ser vendido para outros países e também a ter as primeiras convenções. O primeiro episódio foi ao ar em 29 de setembro de 1997 e o último em 11 de maio de 1998. Com uma audiência em torno de cinco milhões de espectadores, assumiu o segundo lugar no ranking semanal, desbancando Hercules. Embora a quarta e a quinta temporada tenham demonstrado uma significativa queda de audiência, o programa teve uma sexta temporada, que acabou sendo a final da série; o último episódio foi ao ar em 18 de junho de 2001.

## Enredo principal
O show é uma fantasia histórica estabelecida na Grécia antiga, embora com personagens de outros tempos. A série detalha as aventuras da ex-assassina Xena, que procura redimir-se em uma missão para compensar seu passado sangrento. Xena é acompanhada em suas viagens por Gabrielle, uma jovem mulher que se torna sua melhor amiga e, eventualmente, mais confiável aliada. O show usa livremente nomes e temas de diversas mitologias em todo o mundo, principalmente os gregos, mas sempre tenta adaptá-los de acordo com as exigências do enredo. Figuras históricas e eventos de um certo número de diferentes épocas históricas e mitos fazem inúmeras aparências, como Homero, antes dele ser famoso, e Gabrielle o incentiva; a queda de Tróia; e a captura de César por piratas. Mas há também várias situações retratadas no seriado que fogem completamente tanto à área mitológica quanto à histórica, como uma fase do seriado em que Xena mata quase todos os deuses do Olimpo. Essa série foi a primeira a reunir fãs em todo mundo para discutir sobre a série, sendo que o Fandom continua até hoje. Também foi uma das primeiras a passar da década de 90 para os anos 2000.
Xena é uma mistura de ação, aventura e mitologia. Embora se passe nos tempos antigos, debate temas atuais, como violência, preconceito e amizade. E se observa também uma certa tendência nos roteiros em retratar a cultura judaico-cristã como certa e as demais culturas como algo de caráter duvidoso. Além de Xena e Gabrielle, a série conta também com uma variedade de personagens recorrentes, incluindo adversários como Ares, Alti e Callisto, e aliados como Joxer, Salmoneus, Virgílio, Autolycus e Eli.

## Produção

### Elenco
Em Hercules, Xena foi interpretada pela atriz neozelandesa Lucy Lawless. Porém, para Xena: Warrior Princess, a primeira escolha para protagonista era a atriz britânica Vanessa Angel, e, para Gabrielle, era a atriz Sunny Doench, mas nenhuma das duas pôde viajar para as gravações, assim, Lucy Lawless foi escolhida, e para Gabrielle foi eleita a americana Renée O'Connor.

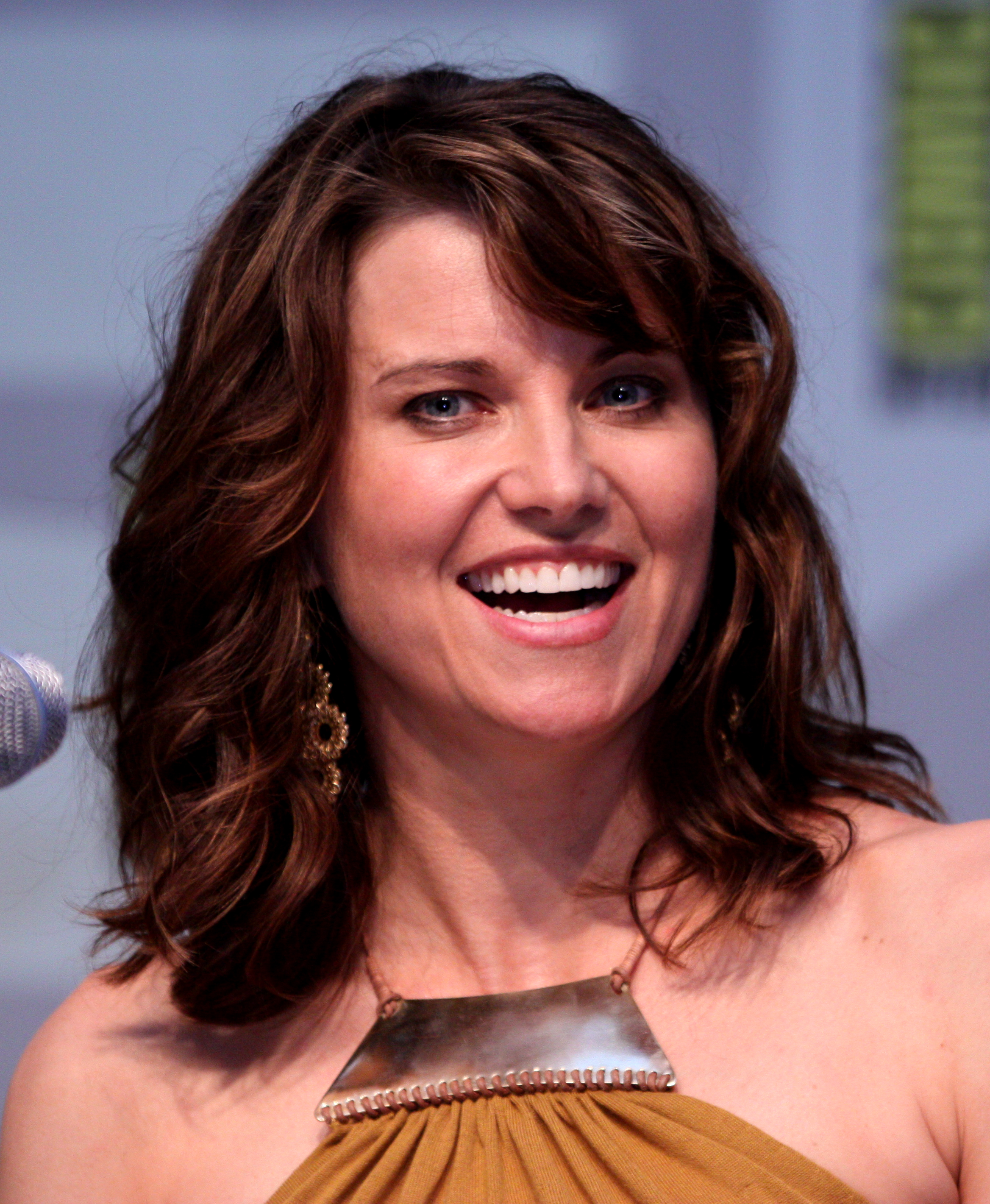
Lucy Lawless, protagonista da série.

Durante a série, foram sendo apresentados novos personagens, complementando cada vez mais o elenco: depois de Lawless e O'Connor, o ator Ted Raimi teve mais aparições, com 42 episódios (ele interpretou o personagem Joxer); depois de Raimi, veio o ator Kevin Tod Smith (Ares), com 30 aparições; e em seguida vieram Hudson Leick (Callisto) e Karl Urban (Júlio César / Cupido), com 12 aparições; e Alexandra Tydings (Afrodite) os seguiu de perto, com 11 aparições. A cada temporada eram adicionados novos nomes - na primeira e segunda, Bruce Campbell (Autólycus), David Taylor (Solan), Alison Wall (Minya) e  Danielle Cormack (Ephiny) iniciaram suas aparições. Na terceira temporada entraram Marton Csokas (Bórias) e Daniel Sing (Ming T'ien); na quarta, Claire Stansfield (Alti), David Franklin (Brutus), Tim Omundson (Eli), Jennifer Sky (Amarice) e Meighan Desmond (Discórdia) entraram para o elenco; na quinta e sexta temporadas, chegaram Charles Mesure (Miguel), Paris Jefferson (Athena), Adrienne Wilkinson (Eva), Tsianina Joelson (Varia) e Brittney Powell (Brunhilda). No episódio final, a estrela oriental Michelle Ang fez uma participação como Akemi, encerrando a série.

### Produção executiva
A parte executiva da série coube ao produtor Sam Raimi, seguidamente ajudado pelo criador da série, Robert Tapert, e por Chris Mannhein. A parte co-executiva coube à Steven L. Sears, Eric Gruendemann, Chloe Smith, R.J. Stewart, Liz Friedman, Alex Kurtzmane e Michael MacDonald.

### Trilha musical
O principal compositor da série foi Joseph LoDuca. Ele fez a maioria das composições de fundo dos episódios, assim como os temas dos personagens e da abertura. A trilha da série foi muito bem recebida pela crítica, e deu a Joseph um Emmy em 2001, pela canção "With the Angels", do episódio Fallen Angel. As principais canções foram lançadas em CD numa coleção de seis volumes lançados pela Vertigo Records a partir de 1997.
A canção-tema da personagem Xena foi desenvolvida através da peça búlgara Kaval sviri, interpretada pelo coral Le Mystère des Voix Bulgares, cantada em búlgaro:
| Original em Búlgaro Jenata iazdi samotna Neinoto minalo srazi ia Sreshtu voiskite of tumen sviat Vouva za dobro tia Rogovi zvanove idavt Napraite put na voina! Tupani biat vuv ritum Princhesata e pak tuka! | Tradução para o Português A Princesa Guerreira cavalga sozinha Seu passado lhe causa vergonha Contra as forças do mundo das trevas Ela luta por bondade, não fama Trombetas anunciam sua vinda Abram caminho para a Guerreira, viva! Tambores marcam o ritmo A princesa está de volta! |

### Créditos iniciais
A abertura de Xena teve dois modelos durante a série. O primeiro foi apresentado durante as primeiras cinco temporadas, e o segundo, somente na última. A abertura é composta por cenas da própria série, ao fundo há música The Warrior Princess, combinado com a voz de um locutor falando um texto que permaneceu imutável durante toda a série:
| Original em Inglês In a time of ancient gods ...warlords ...and kings a land in turmoil cried out for a hero | Versão em Português Na época dos deuses antigos ... opressores ... e reis uma terra sem lei clamava por uma heroína |
| She was Xena... ...a mighty princess, forged in the heat of battle.                                          | Xena ...uma poderosa princesa forjada no calor da batalha                                                           |
| The Power... The Passion... The Danger... Her courage will change the world                                  | A força... A paixão... O perigo... A coragem dela mudará o mundo                                                    |

### Cenários e estúdios

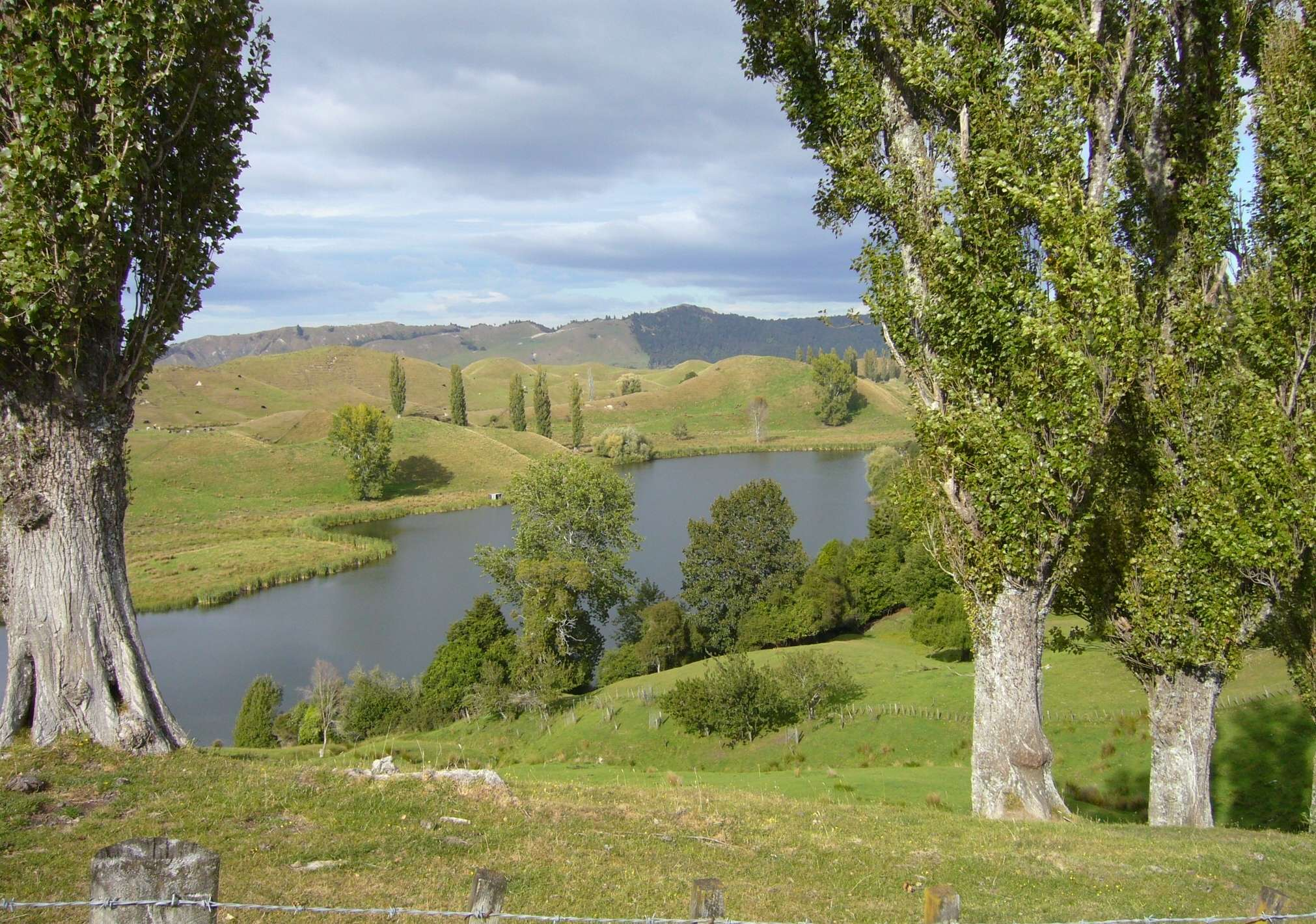
Uma das paisagens naturais em Auckland, na Nova Zelândia, onde foram rodadas algumas das cenas da série.

Xena Warrior Princess e Hercules: The Legendary Journeys eram filmados na Nova Zelândia. Naturalmente, alguns lugares são confidenciais, mas muitas cenas foram gravadas em lugares espetaculares, como em Waitakere Ranges Regional Park, parte dos parques regionais de Auckland creditados frequentemente no fim dos episódios.
A maioria dos locais de filmagem está na costa ocidental, e fica aproximadamente a 30-40 milhas do centro da cidade de Auckland. Alguns exemplos de cenários frequentes são as Praias de Muriwai, Bethells, Piha e Karekare, o Lago Wainamu e o Córrego do Waiti.

### Formato do programa
Os episódios de Xena: Warrior Princess duram entre 41 e 45 minutos cada, variando de acordo com várias emissoras, que muitas vezes cortam a abertura e créditos iniciais. Os episódios possuem vários gêneros e estilos, nos quais os mais assíduos são os de aventura e drama, porém a série possuí inúmeros episódios de comédia, como A Day in the Life, e os episódios que se passam no futuro, como Send in the Clones. Além disso, teve os dois episódios musicais, The Bitter Suite e Lyre, Lyre, Hearts on Fire. Alguns episódios seguem uma linha estabelecida por temporada; essas linhas são conhecidas como Story Arcs, como os da quinta temporada que foram em torno de Xena e sua filha Eva, ou episódios que dão sequência a outros, como The Debt I e II.
Os episódios flashbacks foram outros de muito sucesso entre o público e serviram para mostrar o passado dos personagens, frequentemente os de Xena ou Eva, mas também ocorreram os flashbacks para mostrar cenas aleatórias de outros episódios, relembrados pelos personagens, como Punch Lines, na quinta temporada. Há ainda os episódios Crossovers, que reúnem Xena e personagens da série Hercules: The Legendary Journeys: foram eles Prometheus e God Fearing Child.
Xena foi influenciada por muitos fatores, como culturas e épocas. Uma das fontes mais difundidas foram os filmes de ação de Hong Kong: os saltos, respiração de fogo e os sons das armas nas batalhas foram algumas das coisas espelhadas nesses filmes. A cena do linchamento de Xena em The Gauntlet é quase idêntica ao filme The Bride With White Hair. A luta nas escadas com Callisto em Callisto, bem como a luta de Xena contra Draco sobre as cabeças dos aldeões em Sins of the Past e também a sequência The Debt, têm suas raízes no gênero.

## Elenco
| Personagens   | Ator                | Temporada    | Temporada    | Temporada  | Temporada    | Temporada    | Temporada    |              |
| Personagens   | Ator                | 1            | 2            | 3          | 4            | 5            | 6            |              |
| ------------- | ------------------- | ------------ | ------------ | ---------- | ------------ | ------------ | ------------ | ------------ |
| Xena          | Lucy Lawless        | Principal    | Principal    | Principal  | Principal    | Principal    | Principal    |              |
| Gabrielle     | Renee O'Connor      | Principal    | Principal    | Principal  | Principal    | Principal    | Principal    |              |
| Joxer         | Ted Raimi           | Participação | Recorrente   | Principal  | Principal    | Recorrente   | Participação |              |
| Ares          | Kevin Smith         | Recorrente   | Recorrente   | Recorrente | Participação | Recorrente   | Recorrente   |              |
| Callisto      | Hudson Leick        | Participação | Recorrente   | Recorrente | Participação | Participação | —            |              |
| Julius Caesar | Karl Urban          | —            | Participação | Recorrente | Recorrente   | —            | Participação | Participação |
| Eve           | Adrienne Wilkinson  | —            | —            | —          | —            | Recorrente   | Recorrente   |              |
| Aphrodite     | Alexandra Tydings   | —            | Participação | Recorrente | Participação | Recorrente   | Recorrente   |              |
| Borias        | Marton Csokas       | —            | —            | Recorrente | Recorrente   | —            | Participação |              |
| Ephiny        | Danielle Cormack    | Recorrente   | Recorrente   | Recorrente | Participação | —            | Participação |              |
| Autolycus     | Bruce Campbell      | Participação | Recorrente   | Recorrente | Recorrente   | —            | —            |              |
| Eli           | Timothy Omundson    | —            | —            | —          | Recorrente   | Recorrente   | —            |              |
| Alti          | Claire Stansfield   | —            | —            | —          | Recorrente   | Recorrente   | Recorrente   |              |
| Amarice       | Jennifer Sky        | —            | —            | —          | Recorrente   | Recorrente   | —            |              |
| Virgil        | William Gregory Lee | —            | —            | —          | —            | Recorrente   | Recorrente   |              |
| Athena        | Paris Jefferson     | —            | —            | —          | —            | Recorrente   | —            |              |
| Varia         | Tsianina Joelson    | —            | —            | —          | —            | —            | Recorrente   |              |

## Personagens

Os três personagens principais da série: Xena (centro), Joxer (esquerda) e Gabrielle (direita).

### Principais
- Xena (Lucy Lawless) - Uma guerreira que após a trágica morte de seu irmão tornou-se uma assassina que formou um exército na Grécia para saquear aldeias e matar os habitantes, tendo sido por isso confrontada por Hércules.[5] Xena acabou se apaixonando por ele e, por sua influência, foi se arrependendo de seus crimes e decidiu passar a usar suas habilidades para ajudar as pessoas, e assim, compensar suas maldades[7]
- Gabrielle (Renée O'Connor) - A melhor amiga de Xena. Elas se conheceram quando Xena salvou Gabrielle e sua família de um sequestro.[33] Gabrielle passou a acompanhar Xena depois disso, aprendendo com ela e várias outras pessoas, incluindo as Amazonas,[34] com quem ela se aliou e aprendeu várias técnicas de luta. Com o passar da série, ela evoluiu de uma simples fazendeira para uma grande guerreira, além de uma confiável aliada de Xena.
- Joxer (Ted Raimi) - Um amigo que Xena e Gabrielle conhecem ainda na primeira temporada,[35] que se torna um personagem de grande importância no decorrer da série. Apesar dele ser uma boa pessoa, ele é atrapalhado e descrito como idiota, e passa o programa tentando dar provas de que é um guerreiro de verdade.

## Recorrentes
- Callisto (Hudson Leick) - A inimiga n° 1 de Xena. Quando criança, teve sua aldeia destruída pelo exército de Xena, onde todos morreram queimados, incluindo os seus pais. Callisto conseguiu escapar e dali, nasceu a obsessão em destruir Xena. Se tornou uma exímia guerreira tão boa quanto a sua criadora. No decorrer da história, a personagem se torna uma deusa, ao consumir a Ambrosia e, devido a sua história, utiliza a técnica do fogo para executar os seus poderes.
- Ares (Kevin Tod Smith) - O deus da guerra é mostrado a princípio apenas como alguém frio e sem sentimentos, mas com o passar da série ele começou a demonstrar interesse amoroso por Xena, mas também levantou-se a suspeita de que ele seria o pai dela,[36] mas essa teoria acabou desacreditada pelo posterior relacionamento amoroso entre eles[37]
- Afrodite (Alexandra Tydings) - é a deusa do amor. Embora muitas vezes rancorosa e egoísta, bem como muito imatura às vezes (como mostrado com suas rixas com Discórdia e seu filho, Cupido), a influência de seu meio-irmão Hércules e suas amizades com os mortais, como Iolaus, Xena e Gabrielle  leva a personagem em algumas direções surpreendentes.[38]
- Eva (Adrienne Wilkinson) - filha de Xena, concebida através de um milagre para ser a reencarnação de Callisto,[39] foi criada pelo imperador romano Augusto César, se transformando em uma assassina caçadora de israelitas quando cresceu sob o nome de Lívia.[40] Posteriormente, foi iluminada por Deus e se arrependeu, já que ela está destinada a trazer uma nova ordem à Terra,[41] com o fim dos Deuses olímpicos e o início do reinada de Deus[16]
- César (Karl Urban) - Inspirado no histórico Júlio César, foi aliado de Xena no passado mas a traiu e mandou crucificá-la;[15] Xena conseguiu escapar e passou a odiá-lo para sempre; durante a série existem vários episódios mostrando batalhas entre eles.
- Eli (Timothy Omundson) - Inspirado na história e na trajetória de Jesus Cristo, foi mostrado na série como o anunciador da nova era, que traria o fim do poder dos Deuses Olímpicos, tendo sido, por isso assassinado por Ares,[39] mas foi lembrado até o fim do programa.
- Amarice (Jennifer Sky) - Uma guerreira que se dizia Amazona, mas mais tarde foi revelado que ela não era.[42] Amaraice tinha um comportamento mais frio e arrogante, mas começou a andar com Xena e Gabrielle e apresentou várias mudanças de comportamento, incluindo maior piedade e principalmente controle da raiva.
- Borias (Marton Csokas) - O amante de Xena; os dois se conheceram na Grécia e Bórias largou sua família para acompanhar Xena em batalhas na Ásia.[43] Embora eles sejam mostrados, muita vezes, apenas como amantes, ambos parecem sentir algo mais forte um pelo outro em vários episódios.[44] Borias também é o pai do filho de Xena, Solan.[45]
- Alti (Claire Stansfield) - Uma bruxa que conheceu Xena durante sua fase como assassina, e ofereceu a ela muito poder caso a ajudasse a atingir seus objetivos, mas as duas foram afastadas por intervenção de Bórias;[44] quando Xena já era uma pessoa mudadada, as duas se enfrentaram e Alti acabou morta.[46]
- Lao Ma (Jacqueline Kim) - Rainha chinesa com poderes sobrenaturais como cura e telecinésia;[28] foi uma das principais mentoras de Xena no passado, ajudando a curar vários ferimentos dela e lhe ensinando várias lições, principalmente filosóficas, mas falhou em tentar mudar a natureza de Xena.[47] Foi morta por seu próprio filho, Ming T'ien, que queria tomar o poder no reino dela.[47]
- Varia (Tsianina Joelson) - Guerreira amazona que primeiramente é mostrada como inimiga de Xena e Gabrielle por querer matar Eva devido aos crimes dela contra as Amazonas,[29] mas acaba aceitando o arrependimento de Eva ao perceber que havia se tornado uma pessoa rancorosa e odiosa, justamente o que ela mais odiava[29]

## Sequências e comercializações

### Possível sequência
Desde o fim da série têm circulado rumores de que um longa-metragem de sequência do seriado estaria sendo gravado, mas não é verdade. Em 2003, a roteirista Katherine Fugate foi abordada sobre o projeto, e ela respondeu que acreditava que o lançamento ocorresse entre 2006 e 2009. Lucy Lawless já foi questionada em várias entrevistas, em todas ela disse estar muito interessada em atuar em um filme de Xena.

### Videogames
- A Electronic Arts lançou Xena: Warrior Princess para PS1 em 1999, reproduzido a partir da perspectiva de uma terceira pessoa, o jogo envolve luta e saltos em ambientes em um 3D primitivo. Xena pode também usar seu famoso Chakram: uma vez lançada, o jogador pode controlar a arma para vários fins.[49]
- A Saffire publicou Xena: Warrior Princess: The Talisman of Fate para Nintendo 64 em 1999[50]
- Xena: Warrior Princess: Girls Just Wanna Have Fun para PC baseado no episódio de mesmo nome, novamente sem as vozes originais, em 1999[49]
- Xena: Warrior Princess: Death in Chains, um jogo multijogador para PC baseado no episódio de mesmo nome, embora nenhum dos atores originais tenham fornecido suas vozes, também em 2000[49]
- A Titus Software, juntamente com a Factor 5 lançaram Xena: Warrior Princess para Game Boy Color em 2001[49]
- Xena: Warrior Princess  foi lançado pela Blast Entertainment para PS2 somente na Europa no final de 2006, quase 6 anos após o término da série. Este jogo é do gênero de ação em terceira pessoa, em um ambiente 3D. O visual das personagens é baseado na 6ª Temporada da série e Xena deve salvar Gabrielle, que foi raptada por Ares. Xena pode também usar seu Chakram: para atacar os inimigos, abrir portões e outros fins. [carece de fontes?]

### Literatura
Foram lançados muitos livros sobre a série e seus personagens, sobre tudo Tirinhas escritas por Martin H. Greenberg. Há também Xena Warrior Princess: Complete Illustrated Companion. Em 1998, foi lançado o livro XENA: All I Need to Know I Learned From the Warrior Princess, com um resumo sobre Xena e Gabrielle, com 8 páginas com fotos preto e branco da série. Recentemente foi lançado também "Her Courage Will Change the World", falando sobre as séries em Xena.
Em 1998 foi lançado o The Official Guide to the Xenaverso,de Robert Weisbrot, com fotografias coloridas e preto e branco, um guia completa sobre as duas primeiras temporadas, as origens de Xena: Warrior Princess, além de biografias do elenco e da equipe. Há também um grande número de livros fictícios, como The Empty Throne, The Huntress and The Sphinx, The Thief Of Hermes,  e Prophecy of Darkness.

### Quadrinhos
Há uma série de quadrinhos adaptados de Xena: Warrior Princess. Os primeiros foram lançados pela Dark Horse Comics, escritos por Ian Edginton e John Wagner. Mais recentemente, uma segunda série começou a ser lançada pela Dynamite Entertainment, fundindo Xena com o filme Army of Darkness, de 1989.

### Lançamento em DVD
A Anchor Bay Entertainment lançou as seis temporadas da série em DVD entre os anos de 2003 e 2005 nos Estados Unidos e Canadá. A série também já foi completamente disponibilizada na Austrália, Holanda, Noruega, Suécia, Inglaterra, Irlanda e parcialmente na Nova Zelândia. Os lançamentos na Alemanha começaram em 2006, e na França em 2008.
Foi lançada no Reino Unido e na América do Norte uma coleção, Xena: Warrior Princess:10th Anniversary Collection, em comemoração ao aniversário de dez anos da série.

## Repercussão e impacto

### Astronomia

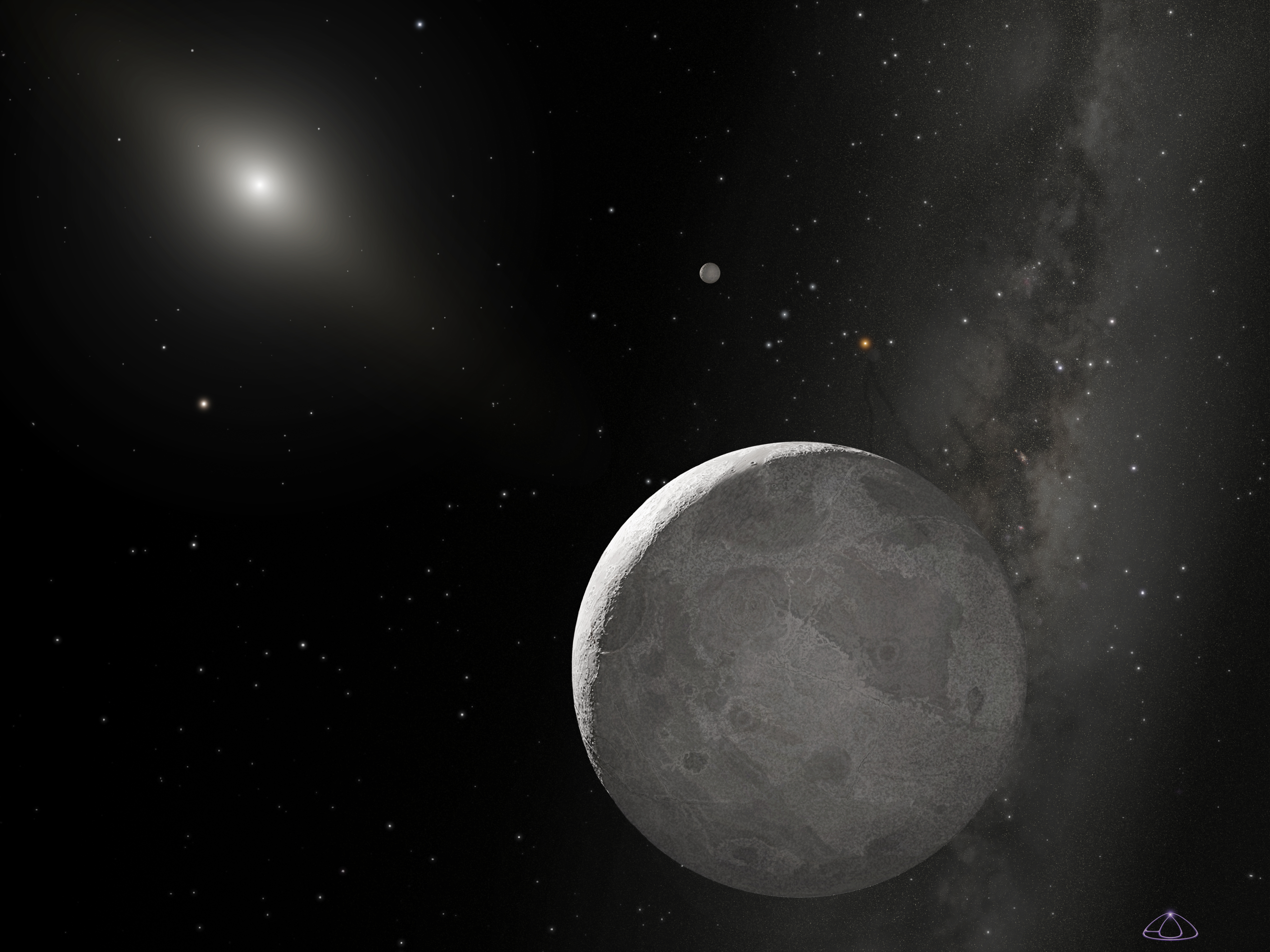
Fotos de satélite do planeta Éris, originalmente chamado de Xena.

Em 2005, a equipe que descobriu o planeta anão 2003 UB313 o apelidaram de Xena em homenagem ao personagem da TV. Em 1 de outubro de 2005, a equipe anunciou que 2003 UB313 tinha uma lua, que apelidaram de Gabrielle. Os objetos foram oficialmente chamados de Eris, o planeta, e Disnomia, a lua, pela International Astronomical Union em 14 de setembro de 2006; na mitologia grega, Éris (ou Discórdia), a deusa da discórdia, e Disnomia era filha de Éris. e Embora os nomes oficiais tenham legítimas raízes na mitologia grega, Dysnomia também significa lawlessness ou anarquia, perpetuando a ligação com Lucy.

### Influência na Comunidade Lésbica
Xena vem sendo homenageada e cultuada na comunidade lésbica desde seu término, algumas chegaram a abraçar Xena e Gabrielle como ícones lésbicos. Um grupo lésbico chamado The Marching Xenas participou de vários eventos lésbicos.
Uma questão de muito interesse entre os fãs da série é saber se Xena e Gabrielle são ou não amantes, o que é deixado de forma ambígua propositalmente pelos seus escritores. Dentro da própria série foi criado o termo Subtexto ou maintexto, que englobaria o assunto dentro dos episódios, e chegou a ser citado por um personagem em Send in the Clones. Esse assunto tornou-se o principal nos debates e no Fandom da série, pondo em questão a natureza sexual das próprias Lucy Lawless e Renée O'Connor.
Em 2003, Lucy declarou que no episódio final que Gabrielle ressuscita Xena com uma espécie de beijo, ela considerou que o relacionamente gay de Xena e Gabrielle ficou mais explícito do que nunca. No entanto, em um DVD lançado em 2003-2005, os atores e escritores da série voltaram a abordar o assunto com ambiguidade, pois Ares foi apresentado como um grande interesse amoroso de Xena. O Fandom de Xena também popularizou o termo Altific, que significa Ficção Alternativa para se referir a relação  homoafetiva das duas protagonistas na série.

### Grupos de fãs
A popularidade de Xena chegou até aos websites, com discussões Online, trabalhos dos próprios fãs (conhecidos como Xenites), além de quatro temporadas virtuais escrita pela diretora e escritora Melissa Good. Seguidores de Xena têm escrito inúmeras histórias não-oficiais conhecidas como fanfics; para se ter uma ideia, em 1998 foram lançadas 1.958 fics na rede. Os Fandoms têm também popularizado o subtexto, que fala sobre um relacionamento amoroso entre Xena e Gabrielle. Os fandomsde Gabrielle são chamados popularmente de Bards.
O Fandom também popularizou o termo Uberfic, no qual os personagens são mostrados em alguns episódios em outras épocas, geralmente reencarnados em outros corpos, tomando logo depois conhecimento sobre suas vidas passadas. O termo foi criado pelo Fandom de Xena, e popularizado entre os websites. Esse tipo de mistura de épocas foi usada na própria série, começando com o episódio The Xena Scrolls, na segunda temporada. Após o fim da série, foram escritas inúmeras temporadas virtuais dando uma sequência não oficial a série, sobretudo as escitas por Melissa nos EUA, que acabaram traduzidas para várias línguas e popularizadas no mundo todo.

### Audiência original
| Temporada | Temporada | Audiência (em milhões) | Canal       | Rank de sindicação |
| --------- | --------- | ---------------------- | ----------- | ------------------ |
| 1         | 1995-1996 | 6.1                    | Syndication | #12                |
| 2         | 1996–1997 | 7.8                    | Syndication | #7                 |
| 3         | 1997–1998 | 6.6                    | Syndication | #9                 |
| 4         | 1998–1999 | 4.9                    | Syndication | #13                |
| 5         | 1999–2000 | 4.1                    | Syndication | #2                 |
| 6         | 2000–2001 | 3.9                    | Syndication | #2                 |

### Doação de roupas
Em 2006, Lucy doou sua vestimenta de Xena para o Museum of American History. Mais tarde, em uma entrevista para a Smithsonian magazine, lhe foi perguntado A roupa de Xena era confortável?, e Lucy respondeu:
| “ | De início não, devido ao aperto do espartilho, que cobria as costelas flutuantes que são importantes para a respiração, e eu me sentia como se estivesse tendo um ataque de pânico, mas tornou-se uma segunda pele depois de um tempo. | ” |